# Lamprologus ornatipinnis
Lamprologus ornatipinnis là một loài cá thuộc họ Cichlidae. Nó được tìm thấy ở Burundi, Cộng hòa Dân chủ Congo, Tanzania, và Zambian shorelines of Lake Tanganyika over muddy areas.